# Colobium

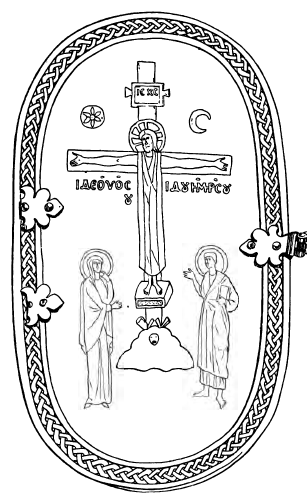
Riproduzione di affresco medievale in cui Cristo crocifisso indossa un colobio

Il colòbio (in latino colobium, in greco κολόβιον, da κολοβός, "troncato", "monco") è un tipo di tunica smanicata o con maniche corte; era un capo tipico dell'abbigliamento maschile agli inizi della civiltà romana, venendo progressivamente abbandonato tranne che dai poveri e dagli schiavi.
Deriva dal chitone greco, ma a differenza di esso è cucito su entrambi i fianchi (lasciando solo i buchi per le braccia), mentre le spalle sono fissate con fibule per poterlo convertire, volendo, in exomis; alla vita era tipicamente fissato da un cingulum.
Era usata dai primi monaci ed è tipica nell'iconografia della tradizione orientale, che arrivò fino a Roma, come testimoniato dall'affresco nella chiesa di Santa Maria Antiqua, situata nel Foro romano, che rappresenta la crocifissione di Cristo indossante un colobio.